# Sola Digital Arts
Sola Digital Arts Inc. (株式会社SOLA DIGITAL ARTS Kabushiki-gaisha Sora Dejitaru Ātsu?) es un estudio de animación japonés fundado en 2009. El estudio se especializa en CGI.

## Historia
El estudio fue fundado en 2009 por el productor Joseph Chow y el director de animación y diseñador mecánico Shinji Aramaki para la producción de Starship Troopers: Invasión.
El estudio se ubicó inicialmente en Kabukichō, Shinjuku, Tokio. Desde entonces, la empresa ha producido obras CG centradas en el fotorrealismo, utilizando la captura de movimiento. En junio de 2017, el estudio se trasladó a Musashino, Tokio.
El 1 de diciembre de 2017, el estudio anunció la producción de una serie de ONA de la serie Ultraman con animación en 3DCG. La serie esta codirigida por Aramaki Shinji y Kamiyama Kenji, conocidos por Ghost in the Shell: Stand Alone Complex.
En noviembre de 2018 se anunció la producción de una nueva animación de Blade Runner, Blade Runner: Black Lotus. La serie también es dirigida por Shinji Aramaki y Kenji Kamiyama.
En diciembre de 2018 se anunció la producción de Ghost in the Shell: SAC 2045, la última entrega de la serie Ghost in the Shell. Se reveló que el estudio coprodujo con Production I.G, y que Shinji Aramaki y Kenji Kamiyama codirigirían tres películas seguidas.

## Trabajos

### Anime
| Título                    | Canal de transmisión | Fecha primera transmisión | Fecha última transmisión | Eps | Nota (s)                                                                             | Ref (s)      |
| ------------------------- | -------------------- | ------------------------- | ------------------------ | --- | ------------------------------------------------------------------------------------ | ------------ |
| Blade Runner: Black Lotus | Adult Swim (Toonami) | 14 de noviembre de 2021   | 6 de febrero de 2022     | 13  | Basado en la franquicia Blade Runner.                                                | [ 9 ] [ 10 ] |
| Rooster Fighter           | Adult Swim (Toonami) | —                         | —                        | —   | Adaptación del manga escrito e ilustrado por Shū Sakuratani. Animación por Sanzigen. | [ 12 ]       |

### OVAs/ONAs
- Evangelion:Another Impact (2015)
- Ultraman (2019-presente, con Production I.G)
- Ghost in the Shell: SAC_2045 (2020-presente, con Production IG)

### Películas
- Starship Troopers: Invasión (2012)[2][3]
- Appleseed Alpha (2014)
- Blade Runner Black Out 2022 (2017)
- Starship Troopers: El traidor de Marte (2017)
- Ghost in the Shell: SAC 2045 (2021, con Production IG)
- The Lord of the Rings: The War of the Rohirrim

### Videojuegos
- Tekken 7 apertura (2015)
- Shin Godzilla contenidos especiales de demostración para PlayStation VR (2016)
- Argyle Shift atracción de realidad virtual (2016)[13]